# Club Voleibol Pòrtol (masculino)
El Club Voleibol Pòrtol es un equipo de voleibol de la ciudad de Palma de Mallorca (Baleares) España. Fundado en 1993, milita en Primera División Autonómica de las Islas Baleares. Llegó a jugar 10 temporadas en Superliga entre la temporada 2001/2002 hasta la temporada 2010-11. En estos años fue capaz de proclamarse campeón de la Superliga en 2006, 2007 y 2008. También se le conoce bajo el nombre de Palma Volley, Drac Palma, Son Amar Palma y Festival Park.

## Historia
El Club Voleibol Pòrtol se funda en 1993 bajo la premisa de tener un equipo en Palma de Mallorca potente en la formación de jóvenes talentos. Tras el paso de unos años y la suma de apoyos tanto privados como institucionales el club se ve capaz de ascender de categorías hasta llegar a la Superliga por primera vez en la temporada 2001/2002.

### Primeros años en Superliga
El primer año del club en la máxima competición nacional fue necesaria para consolidar la categoría y empezar la búsqueda de apoyos para intentar hacer sombra a aquel extinto Son Amar Palma. No fueron capaces de meterse en la terna por la Copa del Rey y lejos quedaron de los Play Offs por el título. Al siguiente año la mejoría fue notable y se pudo acceder por primera vez en su historia a la  Copa del Rey. Pese a caer eliminados en la primera ronda de cuartos de final, el proyecto empezaba a poner una marcha más para competir contra los grandes.
Esta tendencia a mejorar se iba a consolidar de forma definitiva en la temporada 2003/2004 donde el equipo terminó segundo en la competición regular, llegando a semifinales de la fase eliminatoria y de la Copa del Rey.

### Época dorada
Al año siguiente, el equipo dirigido por Vladimir Bogoevski conseguiría su primer título oficial ganando la Copa del Rey en Málaga ante C.D. Numancia. El partido que se disputó en el Pabellón Ciudad Jardín se resolvió con un 3-1 favorable para los baleares. Además, lograron terminar primeros en la liga regular, pero fueron derrotados en la final de los Play Offs por el título contra Unicaja Almería.
Tras esta temporada llegó el entrenador argentino Marcelo Méndez y su llegada supuso el reencuentro de la isla con el mejor voleibol nacional. Con él al frente se consiguieron 3 Superligas, 1 Copa del Rey de Voleibol y 3 Supercopas de España. Una época dorada que junto a una excelsa participación en competiciones europeas situaron al club entre los grandes del voleibol continental.

### Crisis económica y cambio en la directiva
En la temporada 2008/2009 las primeras plantillas del club pasaron a denominarse Palma Volley después de un acuerdo de fusión con el CV Ícaro. En esta temporada el club actuó bajo un mismo nombre y camiseta en las Superligas masculina y femenina, siente el único representante español con dos equipos en las máximas categorías del voleibol nacional. La experiencia fue muy positiva porque se consiguió superar un año difícil a causa de la crisis mundial. El equipo de la Superliga Masculina no pudo empezar mejor la temporada obteniendo el título de Campeón de la Supercopa. Pero en Navidad llegaron los recortes y dos jugadores clave abandonaron el club. Aun así el equipo finalizó líder la Liga regular y alcanzó las semifinales de los Play Offs cayendo en el quinto partido ante Unicaja Almería.
El adiós de Ricardo Ramos, fundador del club el 1992, no supuso un trauma para un club que tenía una sólida estructura y que ahora pasaba a estar presidido por Carmen Gayà. Nuevos aires y una plantilla totalmente renovada de arriba abajo, en la cual solo quedó un jugador. Además, se realizó el cambio en el banquillo con Rafa Puerto sustituyendo al mítico Marcelo Méndez. En la temporada 2010/11 el club peleó en la Superlliga obteniendo la cuarta posición a la liga y a la copa del rey también participó dentro de la competición europea.

### Renuncia a Superliga
El 29 de septiembre de 2011 el Club Voleibol Pòrtol notificó a la Real Federación Española de Voleibol (RFEVB) la renuncia a tomar parte en la Superliga Masculina 2011-2012. La directiva del CV Pòrtol, encabezada por su presidenta Carmen Gayà, adoptó la traumática decisión de no inscribirse en el campeonato ante la difícil situación económica del club y para poder cumplir con todos los compromisos adquiridos por el club.

### Recuperación y actualidad del clubb
En septiembre del 2011 se cerró un ciclo para el club. Un ciclo marcado por los éxitos obtenidos a lo largo de su historia a la máxima categoría nacional. Después de 10 años a la Superliga, el proyecto del Club tuvo que cambiar, también tuvieron que cambiar sus propósitos y sus objetivos. Todo esto fue debido a la fuerte crisis económica sufrida a escala nacional. Todo y la dura situación, el Club Voleibol Pòrtol se adaptó a las nuevas circunstancias, toda la junta directiva enfocó todos sus esfuerzos y recursos en su base.
Desde septiembre del 2011 hasta la fecha, el C.V. Pòrtol no ha parado de crecer. Invertir al inculcar a los más pequeños la pasión por este deporte ha sido la pieza clave porque este nuevo proyecto pudiera salir adelante. Obviamente no fue fácil renunciar a sueños que un día el Club pudo tocar con sus propias manos pero ciertamente es un orgullo el hecho de poder ver toda la gente que forma parte de esta gran familia portolana. La Superliga tuvo sus momentos mágicos de poder competir con los mejores en el ámbito nacional, incluso internacional, pero la gran tarea de enseñar a los más pequeños esta modalidad deportiva también ha tenido y tiene esa magia que llena de orgullo y satisfacción.
La filosofía del Club es apostar por entrenadores y entrenadoras ayudándolos con su formación para que pasen a formar parte del proyecto principal de club. La formación de los más pequeños es la pieza clave para después posteriormente obtener jugadores y jugadoras con un alto nivel técnico y táctico. Todas las categorías van obteniendo grandes resultados tanto a nivel autonómico como las diferentes participaciones en los Campeonatos de España. Por lo tanto son hechos que nos hacen sentir orgullosos del gran trabajo hecho.

## Palmarés
El palmarés del primer equipo masculino comprende entre sus títulos oficiales tres Superligas, dos Copas del Rey y tres Supercopas de España. Un total de ocho entorchados nacionales en la élite del voleibol español.
Nota: en negrita competiciones vigentes en la actualidad.
| Competición nacional                  | Títulos                     | Subcampeonatos |
| ------------------------------------- | --------------------------- | -------------- |
| Superliga Masculina de Voleibol (3/1) | 2005-06, 2006-07 y 2007-08. | 2004-05.       |
| Copa del Rey (2/0)                    | 2005 y 2006.                |                |
| Supercopa de España (3/1)             | 2005, 2007 y 2008.          | 2006.          |